# 1,3-propiolacton
1,3-propiolacton is een lacton met een vierledige ring, en wordt daarom ook β-propiolacton genoemd, of kortweg propiolacton. Het is een kleurloze vloeistof met een scherpe geur. Het is goed oplosbaar in water en volledig mengbaar met vele organische oplosmiddelen waaronder alcoholen, di-ethylether, chloroform en aceton. 1,3-propiolacton is een structuurisomeer van 3-oxetanon.

## Synthese
Propiolacton wordt gevormd door de cycloadditiereactie van ethenon en formaldehyde, met als katalysator zinkchloride, aluminiumchloride of beide:
{\displaystyle {\ce {{CH2O}+C2H2O->[\mathrm {ZnCl_{2}} ]C3H4O2}}}

## Toepassingen
Propiolacton werd vroeger veel gebruikt voor de productie van acrylzuur en acrylaten, maar in deze toepassing is het vervangen door goedkopere en efficiëntere methoden. Acrylzuur kan men bekomen door β-propiolacton te polymeriseren en het polymeer daarna te depolymeriseren via pyrolyse op hoge temperatuur.
Het werd ook gebruikt als desinfecterend middel, om onder andere melk, vaccins, chirurgische instrumenten, bloedplasma enz. te steriliseren. Het gebruik van propiolacton in voeding of medische procedures behoort inmiddels ook tot het verleden, maar voor het steriliseren van vaccins wordt het nog wel gebruikt. Propiolacton inactiveert de virussen die nog in het vaccin aanwezig zouden zijn. Men gebruikt hiervoor een verdunde oplossing van propiolacton in water, en omdat propiolacton na enige tijd hydrolyseert tot de niet-actieve verbinding 3-hydroxypropionzuur blijft er geen kankerverwekkend propiolacton over en is er geen blootstelling van patiënten mogelijk aan de stof.
De stof wordt ook gebruikt als intermediaire stof in organische syntheses. Het is een erg reactieve stof, vanwege de ringspanning in de vierledige lactonring.

## Toxicologie en veiligheid
Van 1,3-propiolacton is aangetoond dat het kankerverwekkend is bij proefdieren, maar de relevantie daarvan voor mensen is niet bekend. Het IARC heeft de stof ingedeeld in carcinogene groep 2B (mogelijk kankerverwekkend voor mensen).
De stof is irriterend voor de ogen en de huid, en heeft een desinfecterende werking.
In water hydrolyseert de stof langzaam tot 3-hydroxypropionzuur:
{\displaystyle {\ce {C3H4O2 + H2O -> HO(CH2)2COOH}}}
De stof kan polymeriseren als ze wordt verhit, met gevaar voor brand of explosie.